# Famille Quinault

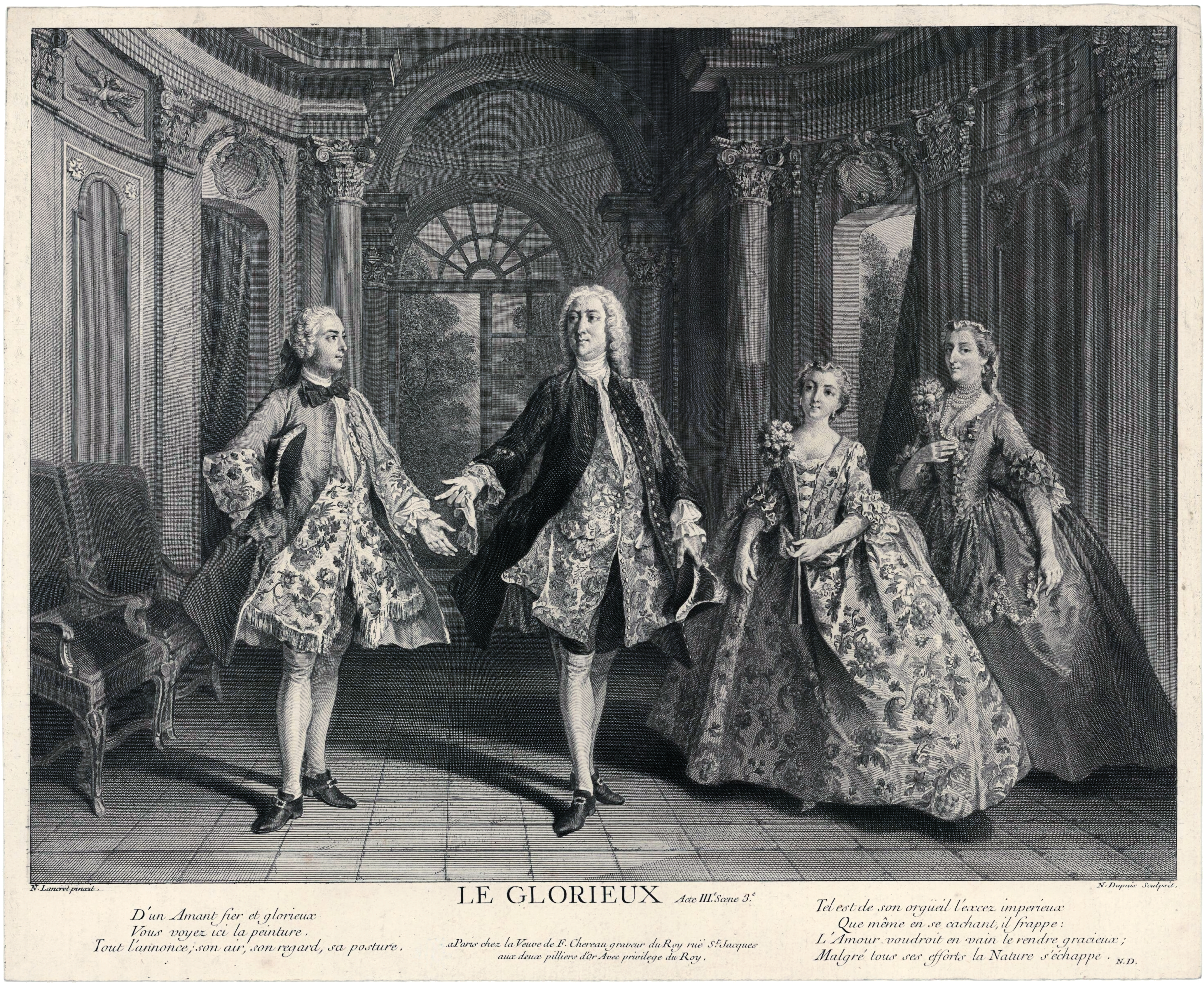
Les Quinault dans le Glorieux de Philippe Néricault Destouches.

La famille Quinault est une famille d'acteurs français du XVIIIe siècle, dont plusieurs ont été sociétaires de la Comédie-Française :
- Jean Quinault (1656-1728), dit « Quinault père », comédien, sociétaire de la Comédie-Française, père des six suivants[1],[N 1].
  - Françoise Quinault (vers 1688-1713), dite « Mademoiselle De Nesle », actrice,sociétaire de la Comédie-Française en 1708, morte à l'âge de 25 ans[3],[4].
  - Jean-Baptiste-Maurice Quinault (1689-1745), dit « Quinault l’aîné », acteur, sociétaire de la Comédie-Française et musicien, auteur de la partition des Amours des déesses[5].
  - François Quinault (-1765), comédien de province ;
  - Abraham-Alexis Quinault (1693-1767), dit « Quinault-Dufresne », célèbre par son orgueil et son impertinence. Sociétaire de la Comédie-Française, où il débute en 1712[6].
    - son épouse Catherine-Marie-Jeanne Dupré Deseine, dite « Mademoiselle de Seine » et « Mme Quinault-Dufresne », (1705-1767), sociétaire de la Comédie-Française. Elle joua les premiers rôles tragiques et comiques et excellait surtout dans celui de Didon[7],[8].
      - leur fille Jeanne-Catherine Quinault, dite Madame de Maux (1725-1812), épouse de François-Alixand de Maux, avocat au Parlement de Paris, amie de Louise d'Épinay, amante de Denis Diderot en 1769-1770, avec qui elle correspond.

  - Marie-Anne-Catherine Quinault, dite « Quinault l’aînée » (1695-1791), elle débuta en 1714.
  - Jeanne-Françoise Quinault, dite « Quinault cadette » (1699-1783).Actrice, sociétaire de la Comédie-Française, elle anima l’un des plus célèbres salons littéraires de son temps[9].